# Louis Rémy Mignot

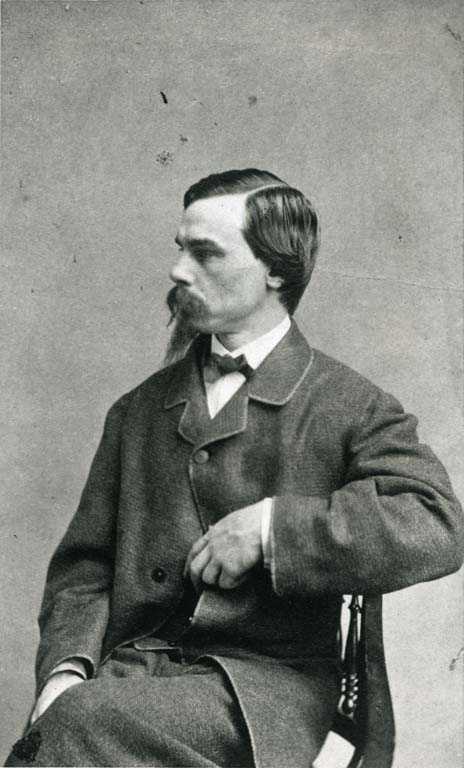
Louis Rémy Mignot (1860)

Louis Rémy Mignot (Charleston (South Carolina, 1831 - Brighton, september 1870) was een Amerikaans kunstschilder.
Hij was de zoon van een banketbakker uit Baltimore. Mignot begon zijn schilderscarrière in Europa en studeerde van 1850 tot 1854 in het atelier van Andreas Schelfhout te Den Haag. In 1855 opende hij een studio in New York en werd bekend als landschapschilder. Hij ging met Frederick E. Church naar Zuid-Amerika, waar hij verschillende tropische taferelen schilderde.
In 1858 werd hij verkozen tot een geassocieerd lid van de National Academy of Design in 1858 en een academicus in 1859. Toen de Burgeroorlog begon, had hij noch de wens om terug te keren naar zijn geboorteplaats, noch in het noorden te blijven. Mignot emigreerde hij naar Europa en vestigde zich in Londen in 1862. Hij maakte studiereizen in Zwitserland en andere delen van Europa en geschilderde werken die erkenning kregen.
Tot zijn vroege werken behoren onder andere: Twilight in the Tropics, Southern Harvest, Tropical Scenery en Source of the Susquehanna. De laatste werd tentoongesteld op de Parijse wereldtentoonstelling van 1867. Ook schilderde hij Niagara, een weergave van de Amerikaanse kant. Hij exposeerde ook op de Royal Academy of Arts.
Hij was de halfbroer van een van de oprichters van Mignot & De Block, Adolph Mignot.
Mignots carrière was van korte duur. In 1870 tijdens een reis naar Frankrijk, werd hij een onbedoeld slachtoffer van het Frans-Duitse Oorlog. Hij werd ten onrechte gevangengenomen tijdens de belegering van Parijs. Uiteindelijk werd hij weer vrijgelaten, maar overleed op 39-jarige leeftijd aan de pokken, kort na zijn terugkeer naar zijn huis in Brighton. Men denkt dat hij die de ziekte heeft opgelopen tijdens zijn opsluiting.
Na zijn dood werd een verzameling van zijn schilderijen tentoongsteld in Londen.

Selectie
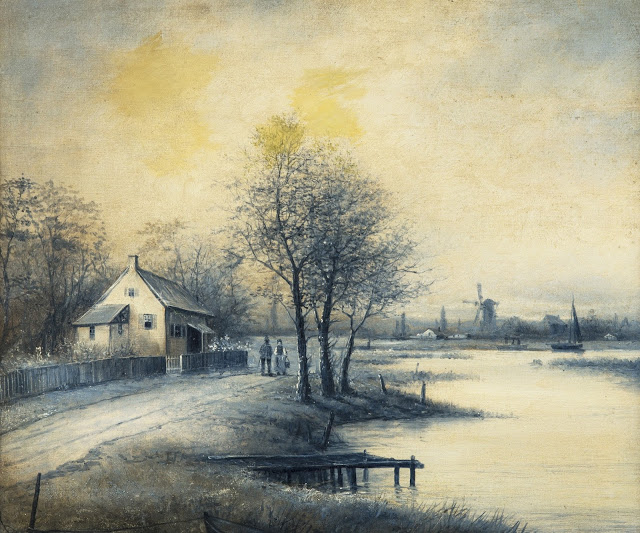
Autumn in Holland, 1850-1854
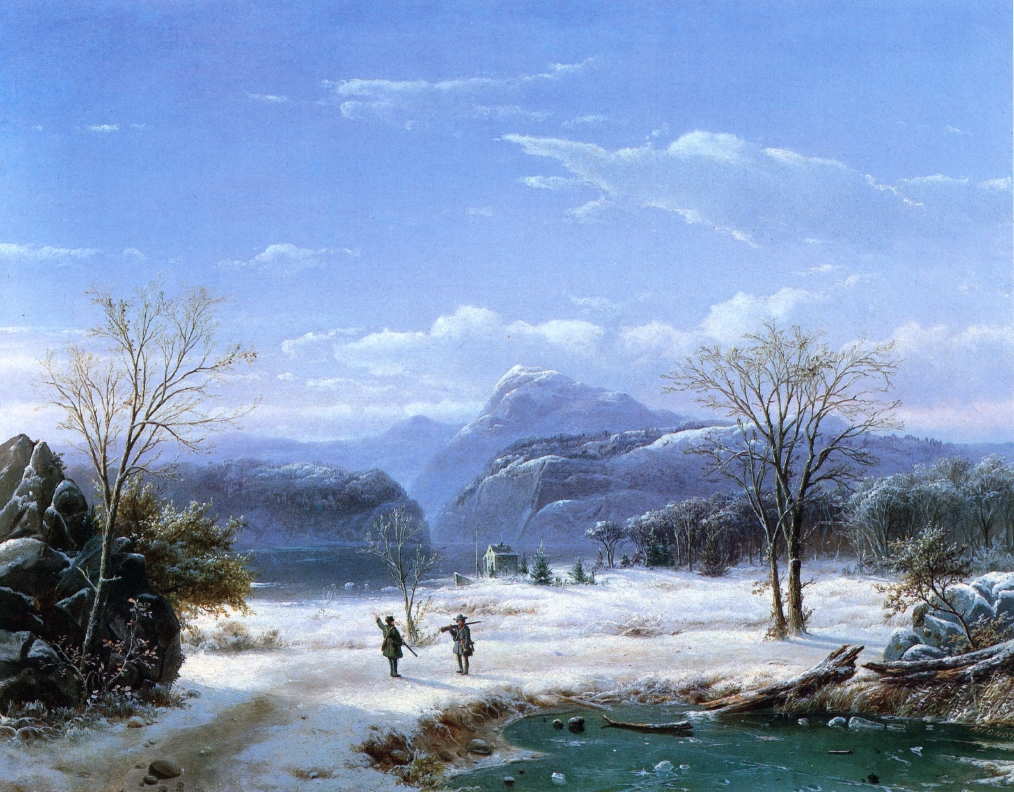
Hunters in a Winter Landscape, 1856
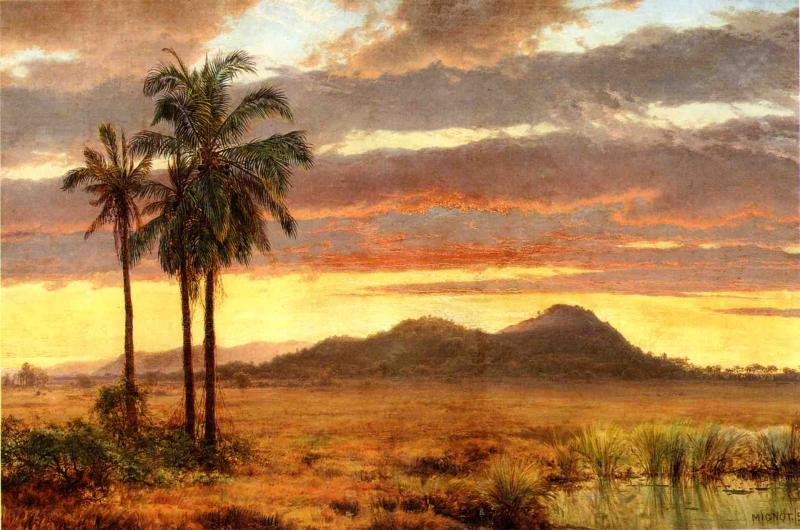
Tropical Landscape, 1858
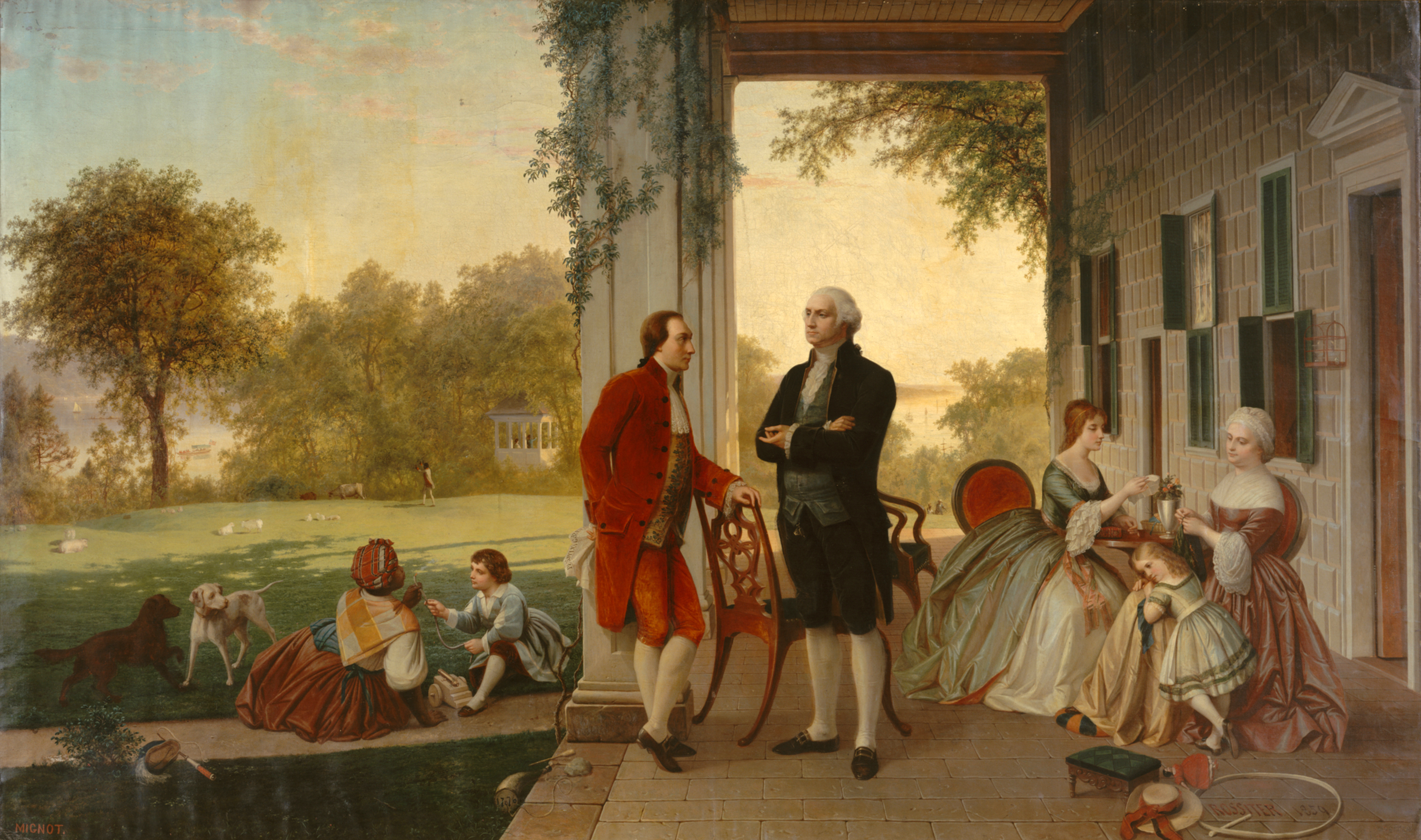
George Washington and Lafayette at Mount Vernon, 1784, samen met Rossiter, 1859
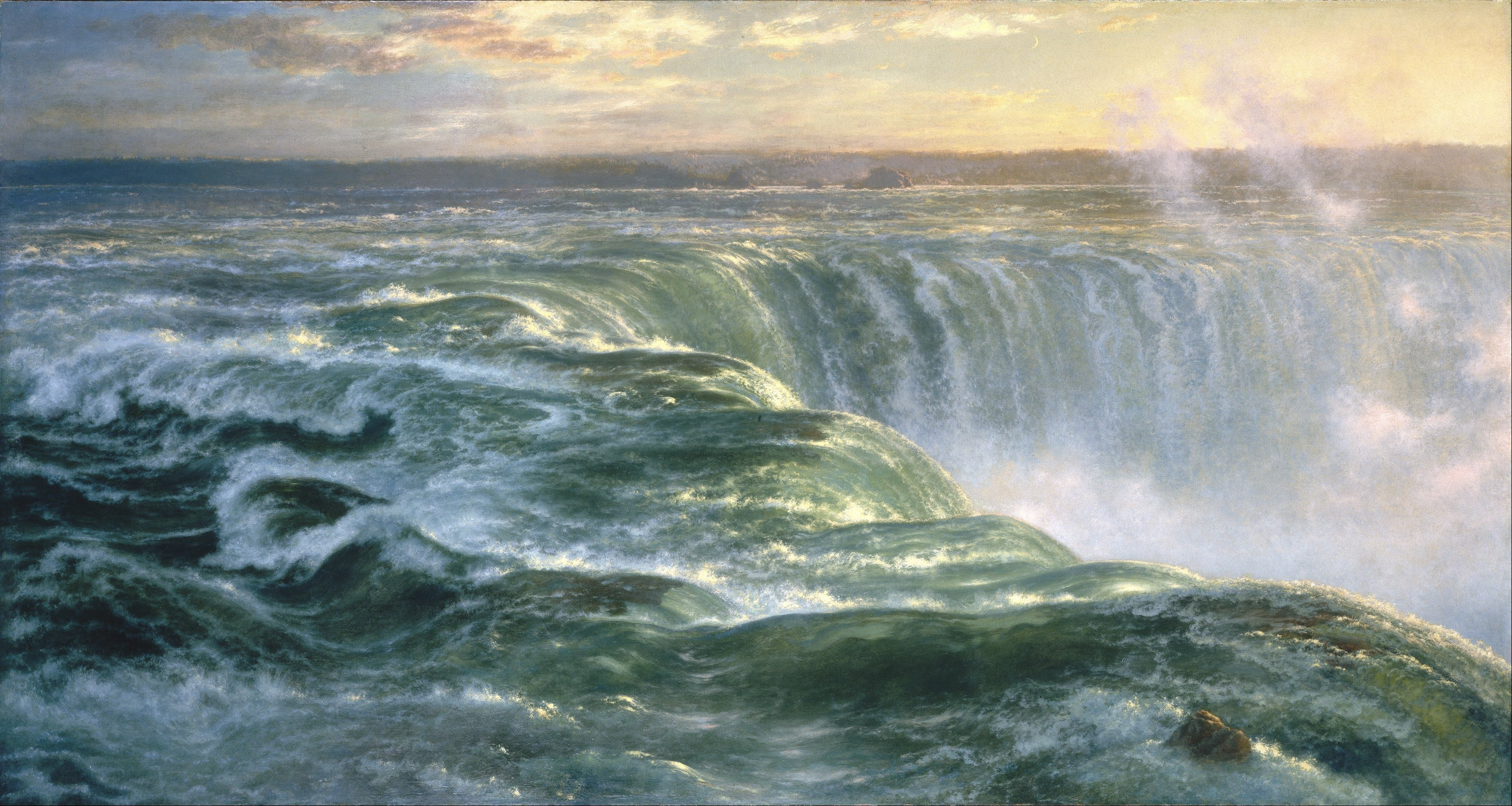
Niagara, 1866

- Bibliothèque nationale de France: cb16764756z (data)
- Gemeinsame Normdatei: 12148436X
- International Standard Name Identifier: 0000 0000 6679 6110
- Library of Congress Control Number: n90636216
- Nederlandse Thesaurus van Auteursnamen: 326682864
- RKD-Nederlands Instituut voor Kunstgeschiedenis: 56047
- Système universitaire de documentation: 192210491
- Union List of Artist Names: 500028129
- Virtual International Authority File: 870788
- WorldCat: E39PBJxCBq8gMqKVFvXKdhrrMP